# Luehea

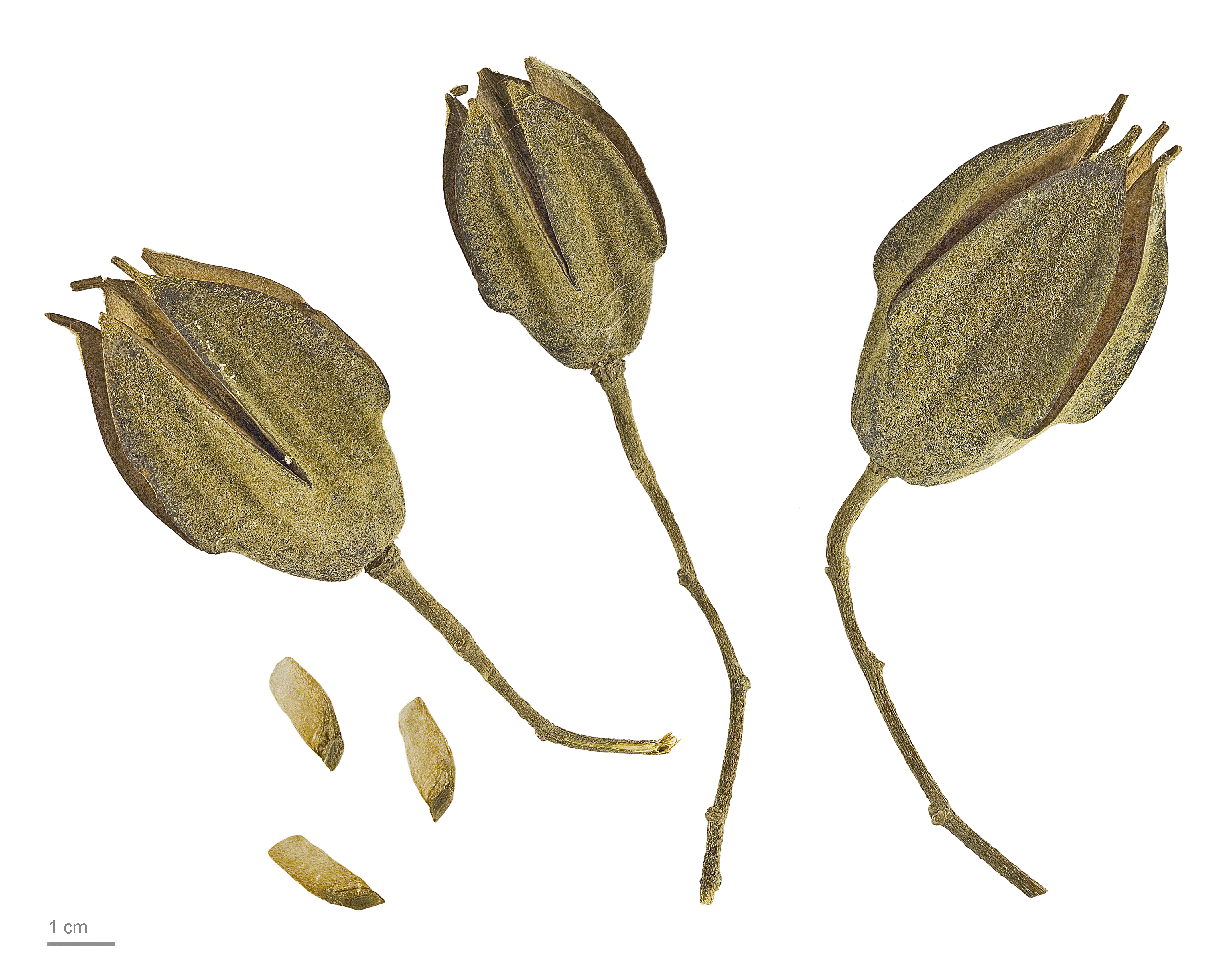
Luehea sp. - MHNT

Luehea é um género botânico pertencente à família Malvaceae. O gênero possui catorze espécies descritas.

## Algumas Espécies
- Luehea altheaeflora
- Luehea burretii
- Luehea burrettii
- Luehea candicans
- Luehea candida
- Luehea conwentzii
- Luehea crispa
- Luehea cymulosa
- Luehea densiflora
- Luehea divaricata
- Luehea seemannii